# 沈姓
沈姓在百家姓中排第14。其讀音因不同的來源而有別，分別為「審」音和「真」音。讀「審」音的沈姓，是黃帝的後代。《姓纂》上說：「周文王第十子晡季食采於沈，因氏焉。今汝南、平輿、沈亭，即沈子國也。」讀「真」音的沈，是顓頊帝的後代。宋人在《新唐書》編纂時誤將葉姓的前身沈尹氏與姬姓沈氏混為一談，造成民間有沈葉同宗之訛傳。

## 來源

### 漢族
- 源於漢族，出自姬姓，以國為姓，是黃帝的后裔之一。沈本是上古國名，最早是夏禹子孫的封國。周初時，武王死后，由年幼的成王即位，周公旦（文王第4子）攝政。三監不服，與武庚（商紂王之子）勾結，聯合東方夷族反叛，后被周公旦所滅。季載（文王第10子）因平叛有功，被周公舉薦為周天子的司空，后成王將其叔叔季載封于沈國，又名聃國。季載又稱冉季載。聃又寫作冉，古時，冉、沈讀音相同。春秋時，沈國為蔡國所滅，季載之后子逞逃奔楚國，其后子孫遂以原國名命姓，稱沈氏。
- 出自羋姓，是顓頊帝的后裔，屬於以居邑名為氏。春秋時，楚莊王之子公子貞被封在沈邑（今湖北省荆門市鍾祥區一帶），其后遂以封邑名命姓，稱沈姓。史籍《通志·氏族略》記載：“楚有沈邑。楚莊王之子公子貞封於沈鹿，故為沈氏。”有以先祖封邑名稱為姓氏者，稱沈氏，世代相傳至今，是為荆門沈氏。
- 出自姒姓：春秋時沈子之後，以祖名為氏。
- 出自少昊金天氏，以國為氏。少昊金天氏裔孫臺駘氏之后有人建立沈國，春秋時，為晉國所滅，子孫遂以沈為氏。
- 源于嬴姓，出自少昊金天氏裔孫台駘氏之後，屬於以國名為氏。據《左傳·昭公元年》、《姓氏考略》等記載，少昊金天氏的裔孫中有台駘氏（台胎氏），台駘氏之後建立了古沈國。古沈國於夏、商時期，一直在今山西省西南部的汾河流域一帶活動。到西周初期，古沈國之地被初建的晉國霸占，第二任晉國君主姬燮父乾脆吞並了古沈國，其台駘氏遺族即以故國名為姓氏，稱沈氏，是非常古老的姓氏之一，是為汾陽沈氏。

### 蒙古族
- 源於蒙古族，出自金國時期女真山隻昆部沈穀氏族，屬於以氏族名稱漢化為氏。據《清朝通志·氏族略·蒙古八旗姓》記載，蒙古族沈穀氏源出金國時期女真山隻昆氏，後融入蒙古族，以姓為氏，世居喀喇沁。後有滿族再引為姓氏者，在清朝中葉以後多冠漢姓為沈氏。
- 蒙古族森吉德氏，主要分布於鄂爾多斯大草原地區，在明、清之際就已經多冠漢姓為沈氏。

### 滿族
- 源於滿族，屬於漢化改姓為氏。據《清朝通志·氏族略·滿洲八旗姓》記載，滿族都善氏，源出金國時期女真徒單氏，世居黑龍江，晚清時多冠漢姓為沈氏、杜氏、單氏等。
- 滿族顏濟哩氏世居沈陽、伯都訥（今吉林松源、扶餘）等地。晚清後多冠漢姓為沈氏、閻氏、楊氏、韓氏等。
- 滿族申佳氏祖先原為漢族，東漢末期被遼東鮮卑烏桓部虜擕，後逐漸融入鮮卑族，後逐漸演化為遼東女真，世居烏喇（今吉林永吉烏拉街至輝發河口、拉發河流域、雙陽縣境），後多冠漢姓為沈氏、申氏。

### 錫伯族
- 源於錫伯族，屬於漢化改姓為氏。清康熙年間三百餘錫伯族將士擕家屬隨清軍駐守於遼寧丹東，晚清時族人後裔一致取漢字“沈”為姓氏，稱沈氏，世代相傳至今，是為鳳山沈氏。

### 其他民族
- 出自少數民族漢化改姓為氏。今朝鮮族、土家族、回族等少數民族中，均有沈氏族人分布，其來源大多是在唐、宋、元、明、清時期中央政府推行的羈糜政策及改土歸流運動中，流改為漢姓沈氏、或受賜沈氏，世代相傳至今。

## 遷徙分佈
沈姓起源於今河南、安徽兩省間地。秦時，子逞之子沈平封竹邑（今安徽符離集）侯。沈平之子沈遵徙居九江壽春（今安徽壽縣）。東漢時有沈戎舉家徙居會稽烏程吳興（今浙江吳興縣），此為沈姓南遷之始。
魏晉南北朝是沈姓大舉南遷之時。至唐代，沈姓已散居今江蘇、浙江、江西、湖北、湖南、四川等地。唐初，中原有將軍沈彪（字世紀） 隨從陳政、陳元光父子領軍入閩開闢漳州，在福建安家落戶，其子孫散居龍溪、漳浦、南靖、長泰、詔安等地。唐末，王潮、王審知兄弟入閩，又有中原沈姓族人隨同遷王。南宋初有吳興人沈啟承官至汀州府知府，其子沈廷輔，隨父入閩，後遷居福建省建陽縣。沈廷輔有8子，分居寧化、龍岩、長汀、清流、延平、連城、上杭等地，其後又有人徙居廣東的大埔、梅州等地。
明末，沈光文徙居今臺南市善化區，為沈姓移居臺灣之始。清乾隆、嘉慶年間，福建漳州、泉州及廣東沈氏，又有多支遷往臺灣，進而又移居海外。在臺灣，臺南市新營區的沈氏先人沈參，是漳州所屬詔安三都西坑鄉望族沈宣義的第22代孫，他於乾隆十八年前後來臺灣定居在新營，至今已有170多年的歷史，現在子孫多達三千人，成為當地的望族。
綜觀歷代，沈姓是一個比較典型的華南姓氏。如今全中国分布主要集中于江苏、浙江两省，大约占沈姓总人口36%，其次分布于上海、安徽、河南、广东、湖北、贵州、山东，这七省市又集中了37%。

## 郡望堂号
- 郡望
  - 汝南郡：西汉高祖刘邦四年戊戌（戊戌，公元前203年）置郡，治所在上蔡（今河南上蔡），当时其时辖地在今河南省颍河、淮河之间、京广铁路西侧一线以东、安徽省茨河、西淝河以西、淮河以北，包括偃城县、上蔡县、平舆县、项城县一带地区，治所在上蔡（今河南上蔡）。东汉时期（公元25—220年）移治至平舆（今河南平舆）。
  - 吴兴郡：周朝始置县，三国时期吴国宝鼎元年（丙戌，公元266年）置郡，治所在乌程（今浙江吴兴），取吴国兴盛之意，其时辖地在今浙江省临安至江苏省宜兴一带。东晋朝义熙初年（乙巳，公元405年）移至吴兴（今浙江吴兴），当时辖地在今浙江省临安市、湖州市、余姚市、杭州市、德清县一线西北、兼有江苏宜兴一带县地。隋朝仁寿二年（壬戌，公元602年）因地濒太湖而改名湖州。唐朝时期亦曾改湖州为吴兴郡。
- 堂号
  - 汝南堂：以望立堂。
  - 吴兴堂：以望立堂。
  - 梦溪堂：宋朝时沈括博学能文，累官翰林学士三司使。他对天文，历算，方志，音乐，医药无所不通。他开始制造了浑天仪，景表，浮漏等天文仪器。开创了隙机，浑圆两术和弧矢，割圆术的先河。着有《梦溪笔谈》。沈氏因以“梦溪”为号。
  - 其他堂号：三易堂、九思堂、肃雍堂、承裕堂、忠清堂、树本堂、文肃堂、永思堂、聚顺堂、叙伦堂、敦伦堂、憩石堂、六宜堂、三善堂、清俊堂、享睦堂、四支堂、八韵堂、敦睦堂、追远堂、聿怀堂、渊源堂、诵芳堂、余庆堂、世德堂、师俭堂、务本堂、有余堂、友善草堂。

## 延伸阅读
[在维基数据编辑]
 《百家姓》
 《欽定古今圖書集成·明倫彙編·氏族典·沈姓部》，出自陈梦雷《古今圖書集成》